# Romain Bellenger
Romain Bellenger (París, 18 de gener de 1894 - Cahors, 25 de novembre de 1981) fou un ciclista francès que fou professional entre 1919 i 1929. Durant la seva carrera aconseguí, entre d'altres victòries, sis etapes al Tour de França.

## Palmarès
- 1919
  - 1r al Circuit de París
  - Vencedor de 2 etapes del Tour del Sud-est
- 1920
  - 1r de la París-Dunkerque
  - 1r de la París-Nancy
  - 1r del Criterium des Aiglons
  - 1r al Circuit des villes d'eaux d'Auvergne
- 1921
  - 1r al Circuit de París
  - Vencedor d'una etapa al Tour de França
- 1922
  - Vencedor d'una etapa al Tour de França
- 1923
  - 1r del Tour de Vaucluse
  - Vencedor d'una etapa al Tour de França
- 1924
  - Vencedor de 2 etapes al Tour de França
- 1925
  - 1r al Giro de la província de Milà, amb Achille Souchard
  - Vencedor d'una etapa al Tour de França
- 1927
  - 1r de la París-Lilla
- 1928
  - 1r de la París-Lilla
  - 1r de la París-Châteauroux

### Resultats al Tour de França
- 1920. Abandona (7a etapa)
- 1921. Abandona (7a etapa). Vencedor de la 2a etapa.
- 1922. Abandona (6a etapa). Vencedor de la 2a etapa.
- 1923. 3r de la classificació general. Vencedor de la 3a etapa. Porta el mallot groc durant 2 etapes
- 1924. 8è de la classificació general. Vencedor de la 2a i 14a etapes.
- 1925. 11è de la classificació general. Vencedor de la 2a etapa.
- 1926. Abandona (14a etapa)
- 1929. Abandona (15a etapa)